# Diana Rigg
Dame Enid Diana Elizabeth Rigg (Doncaster, Yorkshire, 1938. július 20. – London, 2020. szeptember 10.) Primetime Emmy- és Tony-díjas angol színésznő.

## Élete és pályafutása
Diana Rigg dél-yorkshire-i Doncasterben született, Louis Rigg vasúti mérnök és Beryl Helliwell gyermekeként. Rigg az angol mellett még hindi nyelven beszél, mivel szüleivel együtt hosszabb időszakokon át az észak-indiai Bíkánér államban élt, ahol apja az indiai vasút tisztviselőjeként dolgozott.
Tanulmányait a londoni Királyi Drámaművészeti Akadémián végezte.
1957-ben a yorki fesztiválon lépett fel először A kaukázusi krétakörben. 1958-1962 között a chesterfieldi és a scarborough-i színház tagja volt. 1960-ban vált leginkább ismertté, amikor főszerepet kapott a The Avengers című bűnügyi tévéfilmsorozatban. 51 epizód erejéig játszott e sorozatban, Emma Peel titkosügynököt alakította, Patrick Macnee (John Steed ügynök) állandó partnereként. 1962-1979 között a Royal Shakespeare Company tagjaként Stratfordban és Aldwych-ban játszott. Közben 1972-től a Nemzeti Színház tagja volt. 1982-től a United British Artists igazgatója volt. A Mother Love című tévéfilm-sorozatban nyújtott alakításáért BAFTA-díjat nyert.

## Betegsége és halála
A színésznőnél 2020 márciusában rákot diagnosztizáltak. 2020. szeptember 10-én, álmában, családja körében hunyt el.

## Filmográfia

### Film
| Év   | Magyar cím                                       | Eredeti cím                     | Szerep                      | Magyar hang    |
| ---- | ------------------------------------------------ | ------------------------------- | --------------------------- | -------------- |
| 1968 |                                                  | A Midsummer Night's Dream       | Helena                      |                |
| 1969 |                                                  | Minikillers (rövidfilm)         | újságírónő                  |                |
| 1969 | Bérgyilkossági hivatal                           | The Assassination Bureau        | Sonya Winter                | Györgyi Anna   |
| 1969 | Őfelsége titkosszolgálatában                     | On Her Majesty's Secret Service | Teresa „Tracy” di Vicenzo   | Kocsis Mariann |
| 1970 | Julius Caesar                                    | Julius Caesar                   | Portia                      | Fehér Anna     |
| 1971 | A kórház                                         | The Hospital                    | Barbara Drummond            | Szórádi Erika  |
| 1973 | Shakespeare-i gyilkosságok                       | Theatre of Blood                | Edwina Lionheart            |                |
| 1977 | Egy kis éji zene                                 | A Little Night Music            | Charlotte Mittelheim bárónő |                |
| 1981 | Nagy Muppet rajcsúrozás                          | The Great Muppet Caper          | Lady Holiday                |                |
| 1982 | Nyaraló gyilkosok                                | Evil Under the Sun              | Arlena Stuart Marshall      | Jani Ildikó    |
| 1987 | Hófehérke és a hét törpe                         | Snow White                      | Gonosz Királynő             | Bencze Ilona   |
| 1993 |                                                  | Genghis Cohn                    | Frieda von Stangel          |                |
| 1994 | Afrika koktél                                    | A Good Man in Africa            | Chloe Fanshawe              | Tóth Judit     |
| 1999 |                                                  | Parting Shots                   | Lisa                        |                |
| 2005 |                                                  | Heidi                           | nagymama                    |                |
| 2006 | Színes fátyol                                    | The Painted Veil                | Tisztelendő Anya            | Szabó Éva      |
| 2015 |                                                  | The Honourable Rebel            | narrátor                    |                |
| 2017 | Lélegzetvétel                                    | Breathe                         | Lady Neville                |                |
| 2021 | Utolsó éjszaka a Sohóban (posztumusz megjelenés) | Last Night in Soho              | Ms. Alexandra Collins       | Szabó Éva      |

### Televízió
- Bosszúállók (The Avengers) (televíziós sorozat, 1961–1969)
- A Hazard Of Hearts (1987)
- Mother Love (1989)
- Mrs. Harris Párizsba megy (1992)
- Kódneve: Delilah (1994)
- Sámson és Delila (1996)
- Moll Flanders örömei és viszontagságai (1996)
- Mrs. Bradley titokzatos esetei (1998-1999)
- Viktória és Albert (tévéfilm, 2001)
- II. Károly: Erő és szenvedély (minisorozat, 2003)
- Futottak még… (2005)
- Trónok harca (televíziós sorozat, 2013–2017)
- Az élet dicsérete (televíziós sorozat, 2020)

## Színházi szerepei
- Andromakhé (Shakespeare: Troilus és Cressida)
- Gwendolen (Anouilh: Becket)
- Bianca (Shakespeare: A makrancos hölgy)
- Viola (Shakespeare: Vízkereszt)
- Heléna (Shakespeare: Szentivánéji álom)
- Adriana (Shakespeare: Tévedések vígjátéka)
- Cordelia (Shakespeare: Lear király)
- Monika Stettler (Dürrenmatt: A fizikusok)
- Lady Macduff, Lady Macbeth (Shakespeare: Macbeth)
- Céliméne (Molière: A mizantróp)
- A kormányzó felesége (Phaedra Britannica)
- Héloise (Abélard és Héloise)
- Eliza Doolittle (Shaw: Pygmalion)
- Kleopátra (Shakespeare: Antonius és Kleopátra)
- Euripidész: Médeia